# Hildebrand von Horn
Hildebrand von Horn (* 26. August 1655 in Kiel; † 8. Oktober 1686 auf einem Schiff im Mittelmeer, begraben auf der Insel Kythira) war ein Diplomat.

## Vorfahren
Hildebrand von Horn war ein Sohn des Kieler Ratsherren Petrus von Horn (* 1625; † nach dem 1. April 1685 ebenda) und dessen Ehefrau Catharina, geborene Büll (um 1630–1701). Bei den Vorfahren der Familie handelte es sich wahrscheinlich um die bürgerliche Familie vam Horn, die um 1500 in Oldesloe lebte. Um 1540 hatten Familienmitglieder Wohnsitze in Kiel. Der Großvater Hildebrand von Horn war von 1617 bis 1641 herzoglicher Amtsschreiber in Reinbek. Der Vater arbeitete für Friedrich III. während dessen Zeit als Bremer Erzbischof. Anschließend zog er nach Kiel, wo er 1650 heiratete. Das Ehepaar von Horn hatte neben Hildebrand vier weitere Kinder, von denen jedoch nur dieser Sohn groß wurde.

## Leben und Wirken
Hildebrand von Horn besuchte die Kieler Gelehrtenschule und immatrikulierte sich im Gründungsjahr 1665 an der dortigen Universität. Dabei handelte es sich um eine Kindes- oder Ehrenimmatrikulation. Tatsächlich studierte er erst ab 1673 Rechts- und Staatswissenschaften. Außerdem beschäftigte er sich mit Literatur. Daniel Georg Morhof unterstützte ihn dabei und schätzte ihn sehr.
Nach Studienende stellte sich von Horn in den Dienst des dänischen Staates. Im Sommer 1676 reiste er als Legationssekretär mit Friedrich Gabel über Berlin nach Moskau. Von Gabel war ein entfernter Verwandter von Horns und dänischer Diplomat. In Moskau war soeben Zar Fjodor III. an die Macht gekommen, und der Diplomat wollte die Russen überreden, sich mit Dänemark zu verbünden und gegen die Schweden vorzugehen. Ein solches Bündnis existierte bereits mit den Brandenburgern, die Schweden den Krieg erklärt hatten.
Nach erfolglosen Verhandlungen reisten die Dänen Ende 1677 wieder ab. Was von Horn in den Folgejahren tat, ist nicht dokumentiert. Wahrscheinlich arbeitete er an der Deutschen Kanzlei in Kopenhagen. 1681 reiste er als Legationssekretär mit eigenem Mandat nach Moskau. Er bot an, dass Dänemark zwischen Russland und Polen vermitteln könne. Außerdem sollte über den Ablauf beim Empfang von Gesandtschaften und deren Bewirtung mit Speis und Trank beraten werden.
Von Horns Gespräche mit den Russen endeten erfolglos. Als Zeichen der Anerkennung seiner Russischkenntnisse überreichte Zar Fjodor von Horn einige russische Bücher. Dies dürfte für Diplomaten, die seinerzeit nach Russland kamen, selten gewesen sein. Von Horn reiste danach zu Morhof in Kiel und stellte ihm Werke von Simeon Polozki vor.
Als Gesandter besuchte von Horn im Sommer 1682 von Hamburg kommend erneut Russland. Gemäß offiziellem Auftrag dienten die Gespräche dem Abschluss der Angelegenheiten der Gesandtenempfänge. De facto sollte von Horn jedoch die Stimmung der neuen russischen Machthaber auskundschaften, die nach dem Ableben des Zaren regierten. Außerdem sollte er ein Bündnis der Russen mit Frankreich, Dänemark und Brandenburg erwirken, das gegen Schweden agieren sollte.
Die führenden Personen am Hof des Zaren empfingen von Horn ungewöhnlich freundlich. Zur selben Zeit verhandelten die Russen aber ebenfalls, mit niederländischer Unterstützung, mit den Schweden. Daher kam das von Horn angestrebte Bündnis nicht zustande. 1648 erreichte er zumindest einen Vertragsabschluss über die Angelegenheiten der Gesandtschaften.
Im Februar 1685 erreichte von Horn wieder Kopenhagen und erhielt anschließend insbesondere die Unterstützung Friedrich von Ahlefeldts. Wahrscheinlich mit Moritz Hartmann bekam er Urlaub, den er nutzte, um als Volontär für Venedig gegen die Türken zu kämpfen. Er verfasste an von Ahlefeldt adressierte Briefe, in denen er von Besuchen der Höfe in Berlin und Wien schwärmte. Von Horn erhielt wohlwollende und ehrenvolle Empfänge beim Großen Kurfürsten und der Witwe Kaiser Ferdinand III. In Venedig besuchte er die jährlich abgehaltenen Feierlichkeiten zur Vermählung der Republik mit dem Meer. Der Doge von Venedig nahm ihn dabei mit an Bord der Prunkgaleere Bucintoro.
Wahrscheinlich mit dem Hilfskorps der Malteserritter eroberte von Horn im August 1685 Koroni. Dabei erlitt er Verletzungen, die offensichtlich nicht fachgerecht verarztet wurden. So notierte von Horn im Dezember desselben Jahres aus Rom an Ahlefeldt, dass ihn der dortige Mediziner Francesco Borrhi vor dem Tod bewahrt habe. Außerdem beantragte er erfolgreich eine Urlaubsverlängerung.
Auf eigenen Wunsch, jedoch auch einer Bitte Francesco Morosinis folgend, beteiligte sich von Horn an dessen Militäraktionen des Sommers 1686. Dabei wirkte er an der Einnahme Nauplias mit. Im September 1686 bestieg er ein Transportschiff, das hannoversche Hilfstruppen nach Zante fahren sollte. Die Soldaten an Bord hatten sich vor Nauplia mit einem Fieber infiziert. Von Horn erlag der Krankheit an Bord des Schiffes. Seine letzte Ruhestätte fand er an der Südspitze von Cerigo.
Von Horns Mutter stiftete ein Epitaph in der Kieler Nikolaikirche. Gemäß dessen Inschrift starb von Horn als „fremder Ritter“ (eques peregrinus) des Malteserordens. Dies stellte die höchste Auszeichnung für Angehörige nichtkatholischer Glaubensrichtungen dar.

## Werke
Von Horn galt bereits in jungen Jahren als begabter Literat. Die wichtigsten Teile seiner Werke existieren heute nicht mehr, darunter ein deutsches Gedicht über die Reise nach Moskau, französische Reiseerzählungen nach Italien und Griechenland und Berichte der Belagerung von Korani. Die wenigen bekannten deutschen und lateinischen Texte erlauben kein Urteil über von Horns schriftstellerische Qualitäten.